# Frömmstedt
Frömmstedt est une commune allemande de l'arrondissement de Sömmerda, Land de Thuringe.

## Géographie
Frömmstedt se situe au nord du bassin de Thuringe.
| Niederbösa | Oberbösa      | Bilzingsleben |
| Topfstedt  | Frömmstedt    | Kindelbrück   |
| Greußen    | Herrnschwende | Günstedt      |

## Histoire
Frömmstedt célèbre sa fondation tous les 25 ans en se basant sur un document de 1126, une donation de Cunégonde d'Orlamünde, l'épouse de Cunon de Beichlingen, à l'abbaye d'Oldisleben. Mais d'autres recherches datent la première mention de Frömmstedt en 1088.
Au cours de la Seconde Guerre mondiale, des Polonais sont contraints à des travaux agricoles.